# Hexatoma cybele
Hexatoma cybele là một loài ruồi trong họ Limoniidae. Chúng phân bố ở miền Cổ bắc.